# Ільдіко Бобіш
Ільдіко Бобіш (5 вересня 1945 , Будапешт ) — угорська фехтувальниця на рапірах, срібна призерка Олімпійських ігор 1968 та 1972 років, бронзова призерка Олімпійських ігор 1976 року, чемпіонка світу.

## Виступи на Олімпіадах
| Олімпіада     | Дисципліна           | Місце |
| ------------- | -------------------- | ----- |
| Мехіко 1968   | індивідуальна рапіра | 25    |
| Мехіко 1968   | командна рапіра      | 2     |
| Мюнхен 1972   | індивідуальна рапіра | 2     |
| Мюнхен 1972   | командна рапіра      | 2     |
| Мельбурн 1976 | індивідуальна рапіра | 6     |
| Мельбурн 1976 | командна рапіра      | 3     |